# Trioza lyra
Trioza lyra är en insektsart som beskrevs av Leonard D. Tuthill 1951. Trioza lyra ingår i släktet Trioza och familjen spetsbladloppor. Inga underarter finns listade i Catalogue of Life.